# Municipio de Washington (condado de Fremont)
El municipio de Washington (en inglés: Washington Township) es un municipio ubicado en el condado de Fremont en el estado estadounidense de Iowa. En el año 2010 tenía una población de 350 habitantes y una densidad poblacional de 2,64 personas por km².

## Geografía
El municipio de Washington se encuentra ubicado en las coordenadas 40°38′41″N 95°41′55″O / 40.64472, -95.69861. Según la Oficina del Censo de los Estados Unidos, el municipio tiene una superficie total de 132.71 km², de la cual 131,11 km² corresponden a tierra firme y (1,21 %) 1,6 km² es agua.

## Demografía
Según el censo de 2010, había 350 personas residiendo en el municipio de Washington. La densidad de población era de 2,64 hab./km². De los 350 habitantes, el municipio de Washington estaba compuesto por el 98,29 % blancos, el 0,57 % eran asiáticos, el 1,14 % eran de otras razas. Del total de la población el 2,57 % eran hispanos o latinos de cualquier raza.